# Judo tại Đại hội Thể thao Đông Nam Á 2023
Judo  là một trong những môn thể thao được tranh tài tại Đại hội Thể thao Đông Nam Á 2023 ở Campuchia, dự kiến sẽ được tổ chức từ ngày 13 đến 16 tháng 05 năm 2023 tại Phnôm Pênh, Campuchia.

## Nội dung thi đấu
Cuộc thi Judo sẽ bao gồm mười ba (13) nội dung bao gồm: 10 nội dung cá nhân, 01 nội dung đồng đội và 02 nội dung Kata, cụ thể:
- Nam: -55 kg, -60 kg, -66 kg, -73 kg, -90 kg và Kodokan Goshin Jutsu.
- Nữ: -45 kg, -48 kg, -52 kg, -57 kg, -63 kg, Katame No Kata
- Đồng đội: Hỗn hợp nam nữ

## Chương trình thi đấu
| Ngày  | Giờ                                           | Nội dung |
| ----- | --------------------------------------------- | --- |
| 13/05 | TBA                                           | Sự kiện Kata Vòng loại tới Chung kết Cân không chính thức                                                                                |
| 14/05 | 13:00 - 14:30 15:00 - 16:30 17:00             | Vòng sơ loại đến Bán kết (Nam: -55, -60, -66; Nữ: -57, -70) Các trận tranh huy chương Trao Huy Chương (Nam: -55, -60, -66; Nữ: -57, -70) |
| 15/05 | 13:00 - 14:30 15:00 - 16:30 17:00             | Vòng sơ loại đến Bán kết (Nam: -73, -90; Nữ: -44, -48, -52) Các trận tranh huy chương Trao Huy Chương (Nam: -73, -90; Nữ: -44, -48, -52) |
| 16/05 | 12:00-14:30 15:00 - 16:30 17:00 18:00 - 19:00 | Vòng sơ loại đến Bán kết (Đồng đội Hỗn Hợp) Các trận tranh huy chương Trao Huy Chương(Đồng đội Hỗn Hợp) Lễ bế mạc môn Judo               |

## Danh sách huy chương
| Hạng               | Đoàn               | Vàng | Bạc | Đồng | Tổng số |
| ------------------ | ------------------ | ---- | --- | ---- | ------- |
| 1                  | Việt Nam           | 8    | 1   | 1    | 10      |
| 2                  | Thái Lan           | 2    | 5   | 0    | 7       |
| 3                  | Campuchia          | 1    | 2   | 5    | 8       |
| 4                  | Philippines        | 1    | 1   | 5    | 7       |
| 5                  | Indonesia          | 1    | 0   | 5    | 6       |
| 6                  | Lào                | 0    | 3   | 1    | 4       |
| 7                  | Myanmar            | 0    | 1   | 3    | 4       |
| 8                  | Singapore          | 0    | 0   | 4    | 4       |
| 9                  | Malaysia           | 0    | 0   | 2    | 2       |
| Tổng số (9 đơn vị) | Tổng số (9 đơn vị) | 13   | 13  | 26   | 52      |

### Kata
| Nội dung         | Vàng                                                       | Bạc                                              | Đồng                                          |
| ---------------- | ---------------------------------------------------------- | ------------------------------------------------ | --------------------------------------------- |
| Kime-no-kata nam | Việt Nam · Nguyễn Cường Thịnh · Tạ Đức Huy                 | Lào · Chindavone Syvanevilay · Viengvilay Chansy | Campuchia · Meth Lida · Rat Sok Kheng         |
| Kime-no-kata nam | Việt Nam · Nguyễn Cường Thịnh · Tạ Đức Huy                 | Lào · Chindavone Syvanevilay · Viengvilay Chansy | Singapore · Benny Tan · Soh Keng Chuan        |
| Ju-no-kata nữ    | Thái Lan · Pitama Thaweerattanasinp · Suphattra Jaikhumkao | Việt Nam · Nguyễn Bảo Ngọc · Trần Lê Phương Nga  | Lào · Mayouly Phanouvong · Phonevan Syamphone |
| Ju-no-kata nữ    | Thái Lan · Pitama Thaweerattanasinp · Suphattra Jaikhumkao | Việt Nam · Nguyễn Bảo Ngọc · Trần Lê Phương Nga  | Campuchia · Heng Lyly · Roeun Maly            |

### Đối kháng nam
| Hạng cân | Vàng                                    | Bạc                           | Đồng                                     |
| -------- | --------------------------------------- | ----------------------------- | ---------------------------------------- |
| 55 kg    | Nguyễn Hoàng Thanh · Việt Nam           | Jetsadakorn Suksai · Thái Lan | Htike Htike Kyaw · Myanmar               |
| 55 kg    | Nguyễn Hoàng Thanh · Việt Nam           | Jetsadakorn Suksai · Thái Lan | Daryl John Mercado · Philippines         |
| 60 kg    | Chu Đức Đạt · Việt Nam                  | Soukphaxay Sithisane · Lào    | Phou Khi Phok · Campuchia                |
| 60 kg    | Chu Đức Đạt · Việt Nam                  | Soukphaxay Sithisane · Lào    | Muhammad Alfiansyah · Indonesia          |
| 66 kg    | Dewa Kadek Rama Warma Putra · Indonesia | Shugen Nakano · Philippines   | Volodymyr Guchkov · Campuchia            |
| 66 kg    | Dewa Kadek Rama Warma Putra · Indonesia | Shugen Nakano · Philippines   | Zhou Yujie · Singapore                   |
| 73 kg    | Masayuki Terada · Thái Lan              | Shintaro Uno · Campuchia      | Qori Amrullah Al Haq Nugraha · Indonesia |
| 73 kg    | Masayuki Terada · Thái Lan              | Shintaro Uno · Campuchia      | Amie Daniel Abdul Majeed · Malaysia      |
| 90 kg    | Lê Anh Tài · Việt Nam                   | Wei Puyang · Thái Lan         | John Viron Ferrer · Philippines          |
| 90 kg    | Lê Anh Tài · Việt Nam                   | Wei Puyang · Thái Lan         | Aaron Ng · Singapore                     |

### Đối kháng nữ
| Hạng cân | Vàng                             | Bạc                        | Đồng                                    |
| -------- | -------------------------------- | -------------------------- | --------------------------------------- |
| 44 kg    | Nguyễn Nhạc Như An · Việt Nam    | Kesone Ouanvilay · Lào     | Ma. Jeanalane Lopez · Philippines       |
| 44 kg    | Nguyễn Nhạc Như An · Việt Nam    | Kesone Ouanvilay · Lào     | Shifa Aulia · Indonesia                 |
| 48 kg    | Hoàng Thị Tình · Việt Nam        | Wanwisa Muenjit · Thái Lan | Leah Jhane Lopez · Philippines          |
| 48 kg    | Hoàng Thị Tình · Việt Nam        | Wanwisa Muenjit · Thái Lan | Meli Marta Rosita · Indonesia           |
| 52 kg    | Nguyễn Thị Thanh Thủy · Việt Nam | Saki Yanagiha · Campuchia  | Khin Khin Su · Myanmar                  |
| 52 kg    | Nguyễn Thị Thanh Thủy · Việt Nam | Saki Yanagiha · Campuchia  | Valerie Teo · Singapore                 |
| 57 kg    | Rena Furukawa · Philippines      | Chu Myat Noe Wai · Myanmar | Cheng Dalin · Campuchia                 |
| 57 kg    | Rena Furukawa · Philippines      | Chu Myat Noe Wai · Myanmar | Lê Ngọc Diễm Phương · Việt Nam          |
| 70 kg    | Haruka Yasumatsu · Campuchia     | Supattra Nanong · Thái Lan | Siti Noor Aisyah Shahabuddin · Malaysia |
| 70 kg    | Haruka Yasumatsu · Campuchia     | Supattra Nanong · Thái Lan | Phyo Swe Zin Kyaw · Myanmar             |

### Hỗn hợp
| Nội dung | Vàng | Bạc | Đồng |
| -------- | --- | --- | --- |
| Đồng đội | Việt Nam · Dương Thanh Thanh · Lê Anh Tài · Lê Huỳnh Tường Vi · Nguyễn Châu Hoàng Lân · Nguyễn Hải Bá · Nguyễn Thị Bích Ngọc | Thái Lan · Wanwisa Muenjit · Supattra Nanong · Ikumi Oeda · Surasak Puntanam · Masayuki Terada · Wei Puyang | Indonesia · I Dewa Ayu Mira Widari · I Gede Agastya Darma Wardana · I Komang Ardiarta · Maryam March Maharani · Qori Amrullah Al Haq Nugraha · Syerina |
| Đồng đội | Việt Nam · Dương Thanh Thanh · Lê Anh Tài · Lê Huỳnh Tường Vi · Nguyễn Châu Hoàng Lân · Nguyễn Hải Bá · Nguyễn Thị Bích Ngọc | Thái Lan · Wanwisa Muenjit · Supattra Nanong · Ikumi Oeda · Surasak Puntanam · Masayuki Terada · Wei Puyang | Philippines · Carl Dave Aseneta · John Viron Ferrer · Rena Furukawa · Dylwynn Gimena · Keisei Nakano · Ryoko Salinas                                   |